# Leo Jehuda Hirschfeld
Leo Jehuda Hirschfeld (28. Mai 1867 in Posen – 20. September 1933 in Gießen) war Provinzialrabbiner in Gießen.

## Leben
Leo Hirschfeld war der Enkel des Rabbiners Salomon Plessner und Schwager von Elias Plessner (1841–1898), deutscher Philosoph und Rabbiner. Sein Bruder Hartwig Hirschfeld (1854–1934) war ein bekannter Orientalist.
Nach dem Abitur im Jahr 1887 studierte Leo Hirschfeld am Rabbinerseminar in Berlin und gleichzeitig an der Humboldt-Universität zu Berlin. Danach war er zwischen 1890 und 1895 zweiter Rabbiner in Ostrowo und Rogasen. Am 28. April 1893 wurde Leo Hirschfeld an der Universität Heidelberg promoviert.
Ab April 1895 wurde Leo Hirschfeld Provinzialrabbiner für Oberhessen, zuständig für die orthodoxe Gemeinde Gießen und orthodoxe Landgemeinden. Diese Funktion füllte er bis zu seinem Tod im Jahr 1933 aus. So war er beispielsweise bei der Einweihung der Synagogen in Pohl-Göns, Butzbach und Lauterbach zugegen.